# Râul Luncani
Râul Luncani este un curs de apă, afluent al râului Strei. Râul se formează la confluența brațelor Valea Morii și Pârâul Vânătorului.

## Hărți
- Harta județului Hunedoara
- Harta Munții Șureanu  Arhivat în 11 mai 2012, la Wayback Machine.